# Rocca di Cambio
Rocca di Cambio (Rocche 'i Cagne in dialetto locale) è un comune italiano di 522 abitanti della provincia dell'Aquila in Abruzzo, situato nella parte settentrionale dell'altopiano delle Rocche, all'interno del parco naturale regionale Sirente-Velino. Con i suoi 1434 m s.l.m. è il comune più alto dell'Appennino, affermato centro di turismo per gli sport invernali dovendo la sua notorietà alla presenza nel proprio territorio della stazione sciistica di Campo Felice.

## Geografia fisica

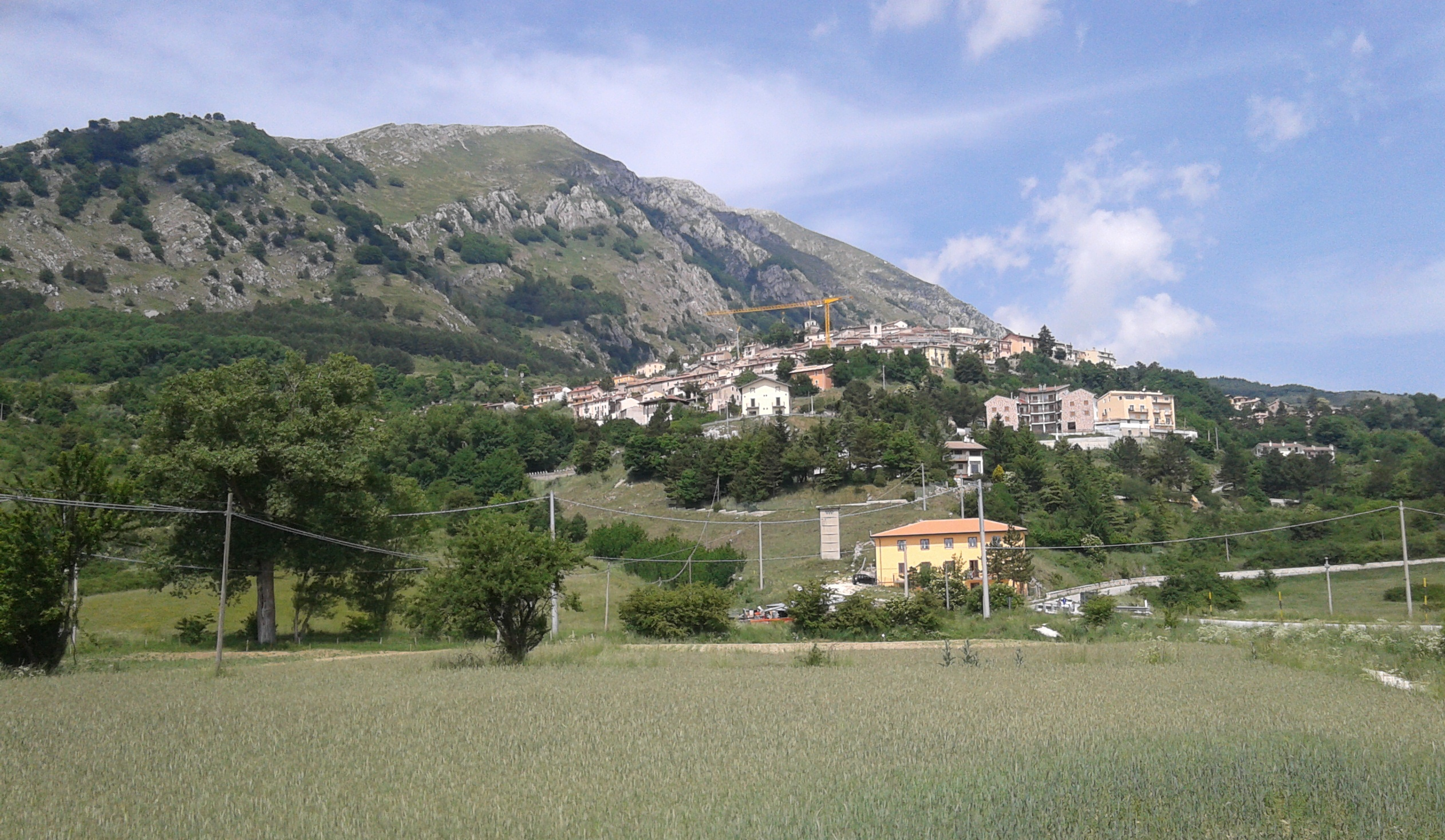
Vista del paese arroccato dall'imbocco dell'Altopiano

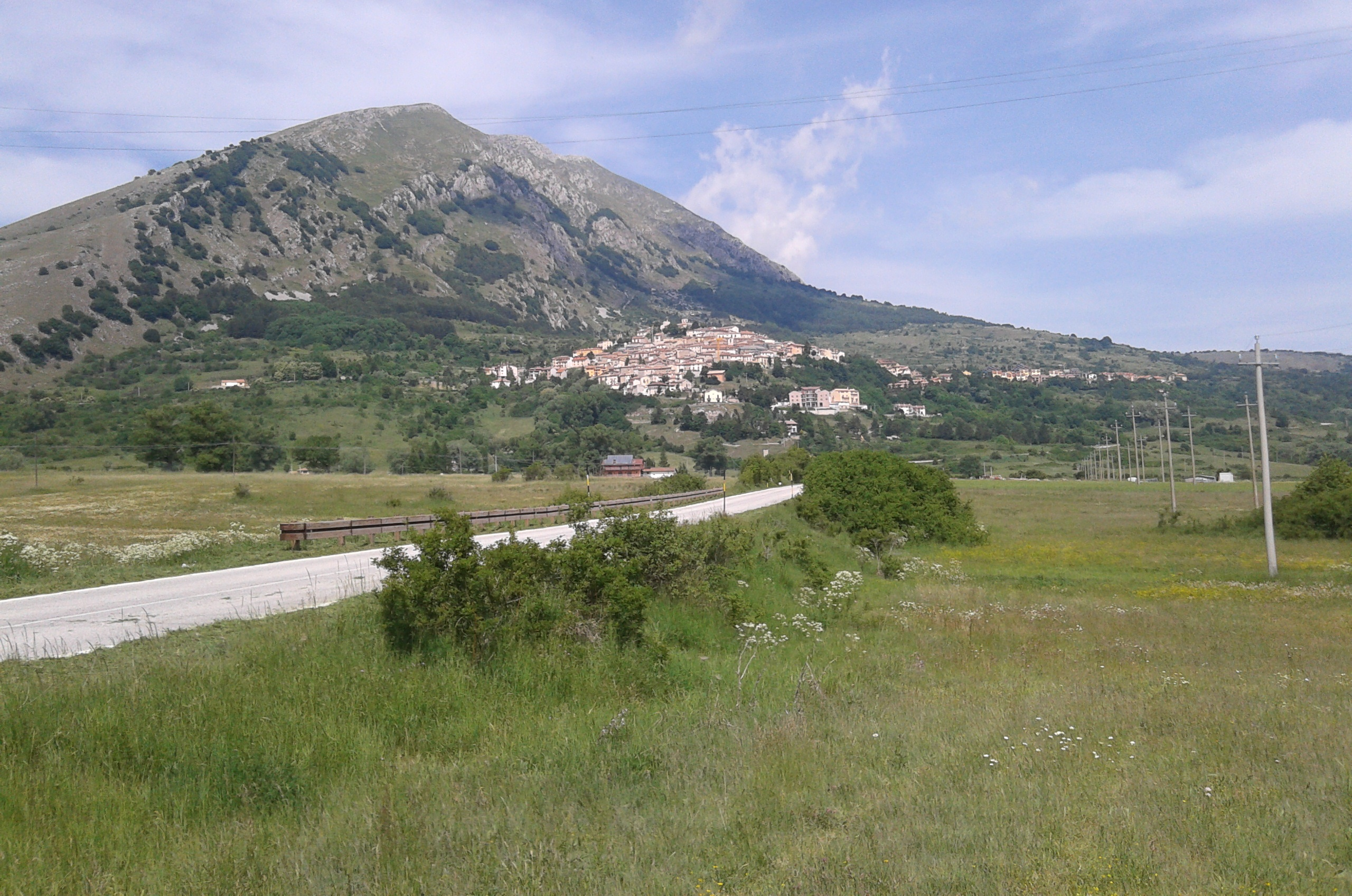
Veduta del paese dall'Altopiano, sullo sfondo monte Cagno

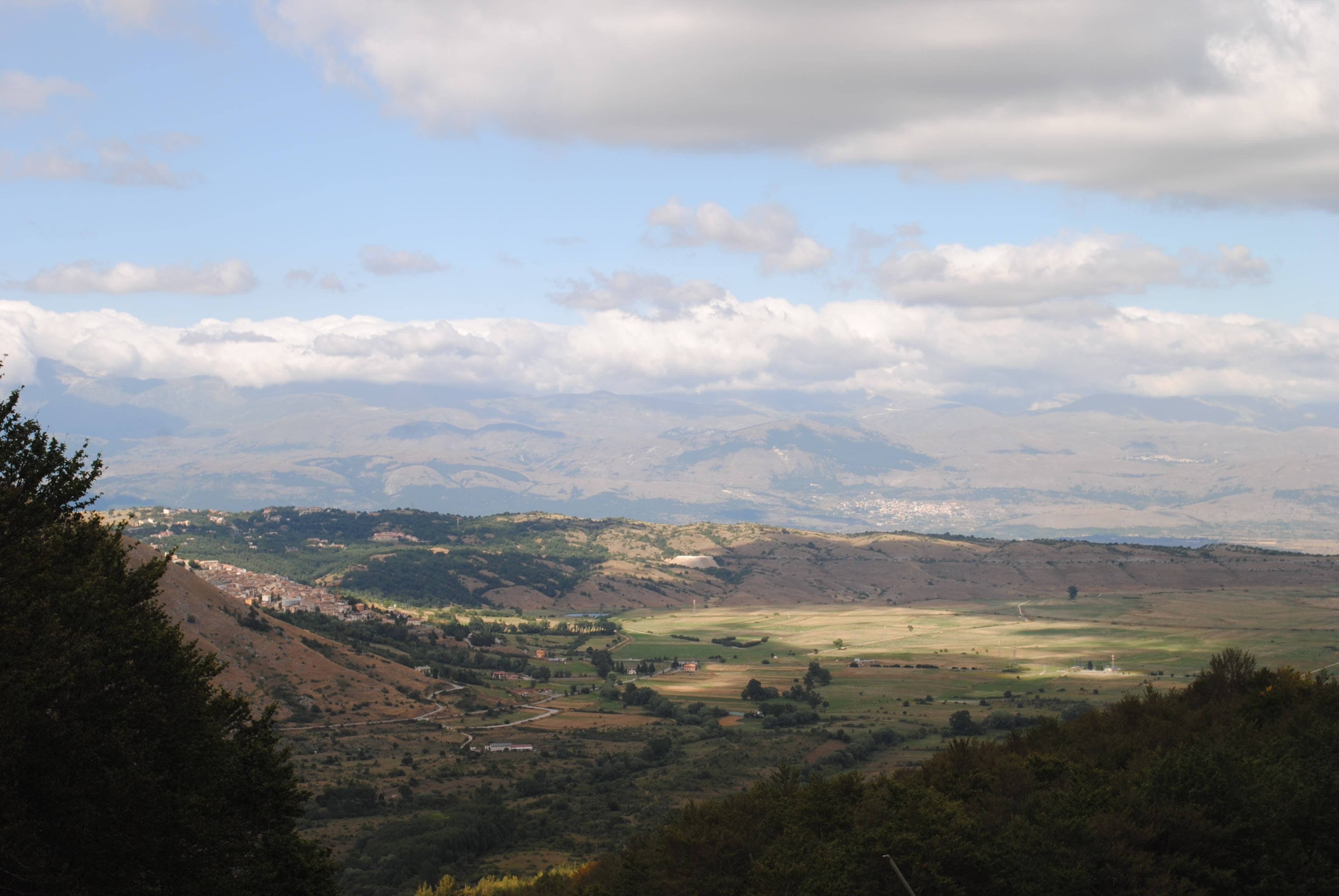
Vista del paese e dell'altipiano dalla zona di Campo Felice

Il comune è posto ai margini settentrionali dell'altopiano delle Rocche, nella catena del Velino-Sirente, in posizione moderatamente arroccata rispetto all'altopiano e dominato dal gruppo montuoso di Monte Ocre-Monte Cagno. Il territorio si allunga in parte sull'altopiano fino a raggiungere monte Rotondo, in comune con il territorio di Rocca di Mezzo, comprendendo anche il territorio montuoso di monte Cagno (2156 m) e la parte meridionale della piana di Campo Felice con l'omonima stazione sciistica.

### Clima
Il clima della zona è quello tipico delle zone montane di media altezza. D'inverno è rigido e nevoso, a seconda dell'annata, con il manto nevoso che nelle annate con più precipitazioni permane da novembre ad aprile a seconda anche dell'esposizione dei luoghi rispetto alla radiazione solare. La chiusura montuosa ad ovest dell'altopiano e l'apertura verso est lo rendono particolarmente soggetto alle irruzioni di masse d'aria fredda dai Balcani e dalla Russia, sia pure con nevicate scarse per la schermatura del Gran Sasso ad est. La neve compare più facilmente e in maniera più abbondante con perturbazioni da ovest. L'autunno è la stagione più piovosa seguita dalla primavera; l'estate è la stagione secca, con l'altitudine che mitiga le ondate di calore.

## Origini del nome
Il nome proviene dal monte Cagno, alle cui pendici sorge il centro, poi cambiato in Cambio.

## Storia

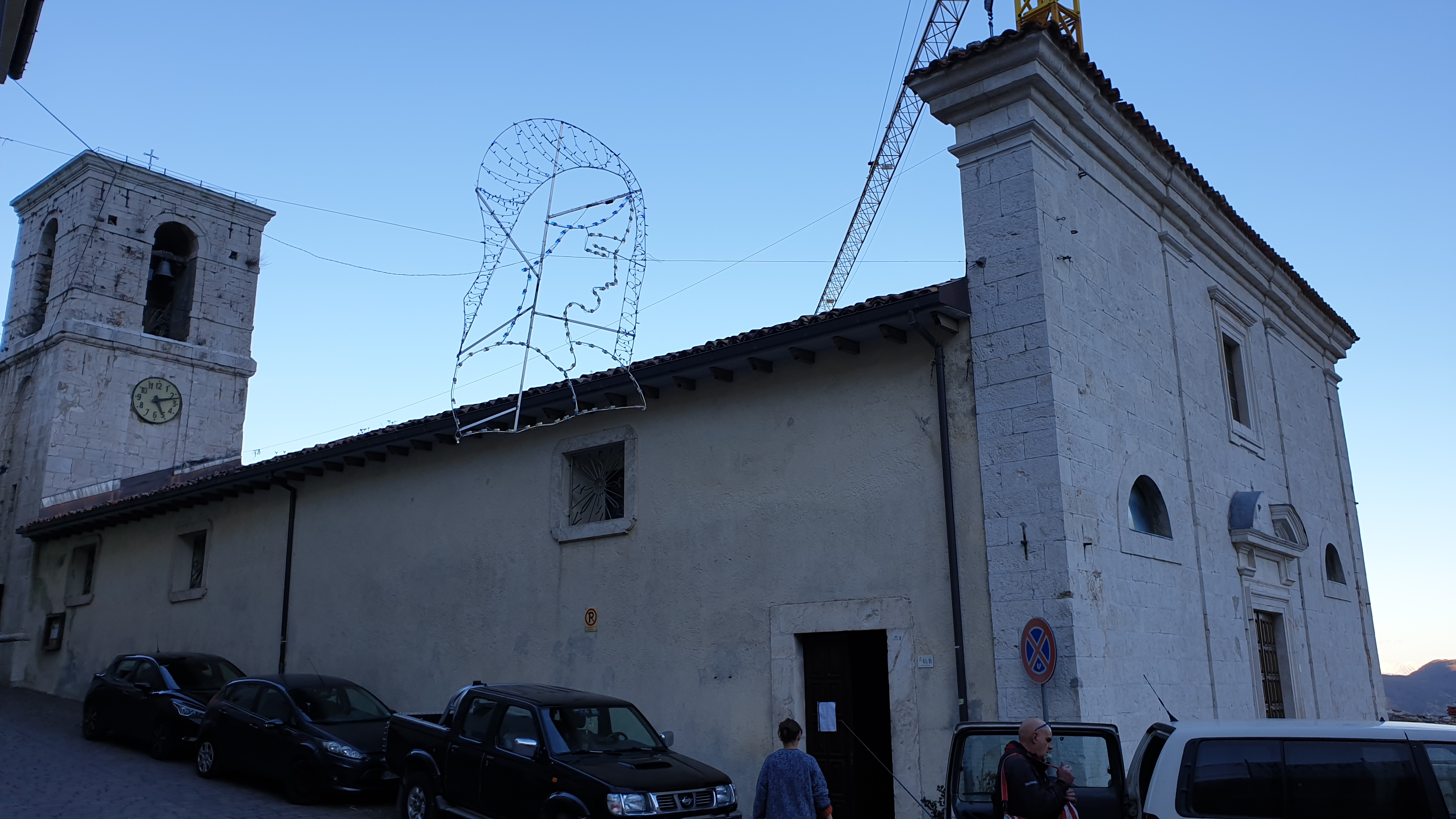
Parrocchia della Santissima Annunziata

Il borgo viene fondato come roccaforte medievale dai Longobardi nel IX secolo. Nel XII secolo vi si insedia la locale abbazia di Santa Lucia. Alla metà del Duecento, il paese partecipa insieme agli altri villaggi della conca aquilana alla fondazione dell'Aquila, sotto il dominio degli angioini.
Nei secoli successivi Rocca di Cambio è rimasto sotto il controllo degli aquilani. Poi all'inizio del XIX secolo conseguentemente alle riforme francesi, Rocca di Cambio perde la sua autonomia amministrativa diventando nel 1814 frazione di Rocca di Mezzo. Il paese torna autonomo nel 1849, allorquando recupera il suo status di comune autonomo. Sul piano economico il piccolo centro rimane legato all'agricoltura e alla pastorizia, per tutto il XIX e parte del XX secolo.
Il piccolo centro inizia a modernizzarsi solo a partire dal secondo dopoguerra e segno di questo nuovo corso è il fatto di venire dotato di luce elettrica e strade percorribili. Ma lo sviluppo vero e proprio lo si deve all'impegno del sindaco Aldo Jacovitti, che nel 1965 riesce a far passare il Giro d'Italia a Rocca di Cambio. Ciò consente al paese di farsi conoscere alla nazione. Nei decenni successivi un grande sviluppo all'economia locale viene dato dalla realizzazione della stazione sciistica di Campo Felice, poco lontana dall'abitato.

### Terremoto del 2009

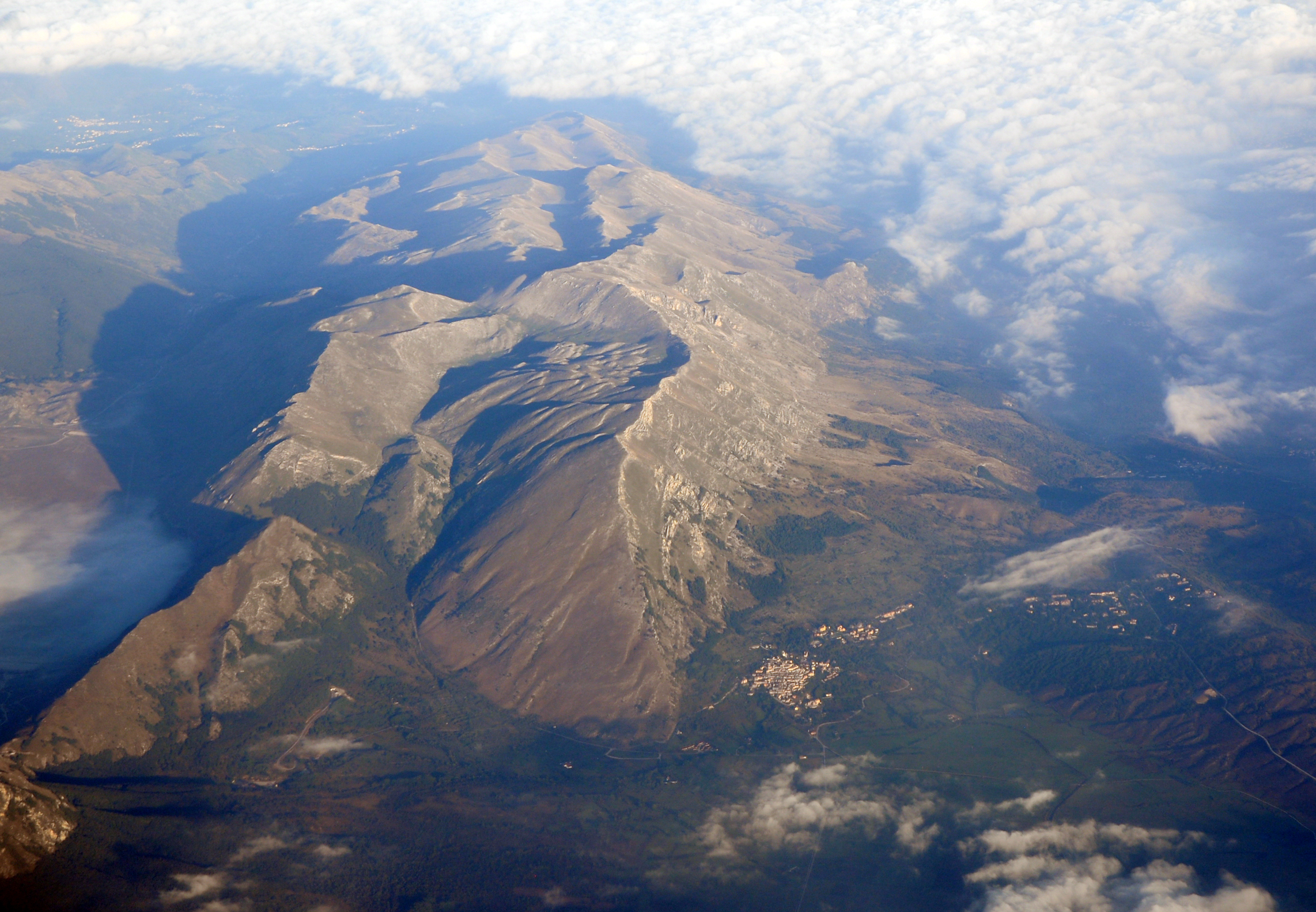
Monte Ocre e monte Cagno

Il terremoto del 6 aprile 2009 che ha colpito la regione Abruzzo con epicentro nelle zone aquilane, ha coinvolto praticamente l'intero centro storico. Moltissime abitazioni sono state lesionate più o meno gravemente, con crollo parziale o totale di alcuni immobili. Il patrimonio immobiliare è stato fortemente segnato dal sisma e solo a ricostruzione completata si potrà disporre di un'esatta stima dei danni.
Le tre chiese (la collegiata di San Pietro, la chiesa madre della Santissima Annunziata e l'abbazia di Santa Lucia) sono state danneggiate sia strutturalmente che architettonicamente, all'interno e all'esterno.  La chiesa di Santa Lucia e della Santissima Annunziata sono state riconsegnate alla popolazione, grazie ai lavori post terromoto. Nella collegiata di San Pietro, la torre campanaria ha subito una vera e propria "torsione" sull'asse verticale; internamente poi, il crollo della tamponatura e dell'intonaco dell'altare maggiore, ha fatto emergere un affresco di cui si ignorava l'esistenza.
L'abbazia di Santa Lucia, già monumento nazionale ha subito danni seri, con crolli dei paramenti interni ed esterni delle pareti laterali ed è stata inserita dal Ministero per i Beni e le Attività Culturali, nella lista dei 45 monumenti da adottare, con un danno stimato per l'importo di 2.100.000 euro e 30 mesi di lavoro (come risulta dalla Scheda di Valutazione e Censimento Danni, redatta dalla Protezione Civile Nazionale a supporto del Ministero per i Beni e le Attività Culturali, Direzione Regionale per i Beni Culturali e Paesaggistici per l'Abruzzo - L'Aquila) ed è stata riaperta il 29 giugno 2019.
La chiesa madre della Santissima Annunziata, dopo aver subito lavori di ristrutturazione e ripristino per i danni subiti, è stata riaperta al culto dei fedeli nel dicembre 2010. Il corpo di fabbrica di accesso al cimitero è stato messo in sicurezza poiché essendo stato danneggiato, risultava inagibile; sorte peggiore è toccata all'ex-edificio scolastico che è stato demolito.
La strada regionale 5 bis, che collega Rocca di Cambio al suo capoluogo, e il tratto della strada statale 696 che conduce alla Marsica, hanno subito danneggiamenti nelle infrastrutture, costituiti da fessurazioni e lesioni più o meno lunghe e profonde del manto di asfalto e da dissesti della sede stradale con relative formazioni di affossamenti e dossi. La SP 38 (ex-Vestina Sarentina) variante della S.R. n. 5 bis, rimasta chiusa al transito nelle due direzioni, a causa di massi franati sulla sede stradale, per consentire i lavori di ripristino e di messa in sicurezza con reti e strutture paramassi, è stata riaperta alla circolazione il 20 novembre 2009 nell'ultima tratta, dal bivio con la SR n. 5 fino all'abitato di San Martino d'Ocre.

### Simboli
Lo stemma e il gonfalone sono stati adottati con deliberazione del consiglio comunale n. 25 del 25 settembre 1993 e concessi con decreto del presidente della Repubblica del 21 giugno 1994.
Il gonfalone è un drappo di giallo.

## Monumenti e luoghi d'interesse

### Torre del castello

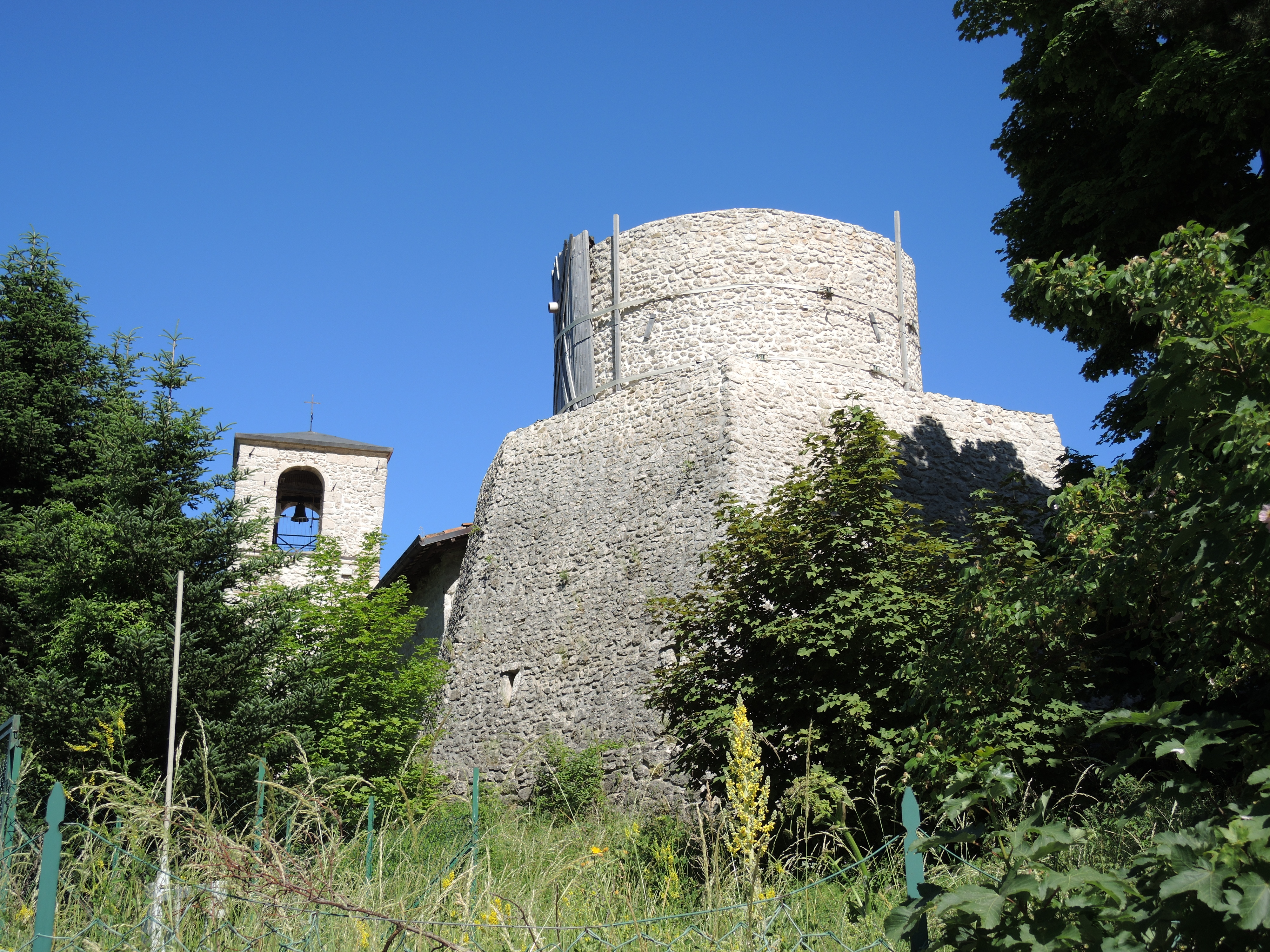
La torre del Castello

Il castello fu costruito nel IX secolo dai Longobardi, ingrandito successivamente dai Normanni e danneggiato profondamente durante l'assedio di L'Aquila da Braccio da Montone (1423), poiché i castellani di Rocca contribuirono con altri borghi vicini, nel 1254 a fondare la città, che seguiva il partito angioino in contrasto col dominio aragonese. Dopo il terremoto del 1703, del castello malmesso rimase in piedi solo una torre,  con grande bastione di base a pianta circolare. Il resto fu usato per l'ampliamento della chiesa di San Pietro Apostolo, proprio davanti a essa. La torre nel primo '900, come testimoniano delle foto, era ancora usata come avamposto per controllare la valle, con un tetto piramidale in legno sulla cima. Successivamente negli anni '40 la torretta crollò, mozzando parte della fortificazione. La torre ha base quadrata per il bastione, che si erge sopra la base circolare, di ampiezza maggiore. Sulla sommità è collocata una statua della Vergine invocante.

### Architetture religiose

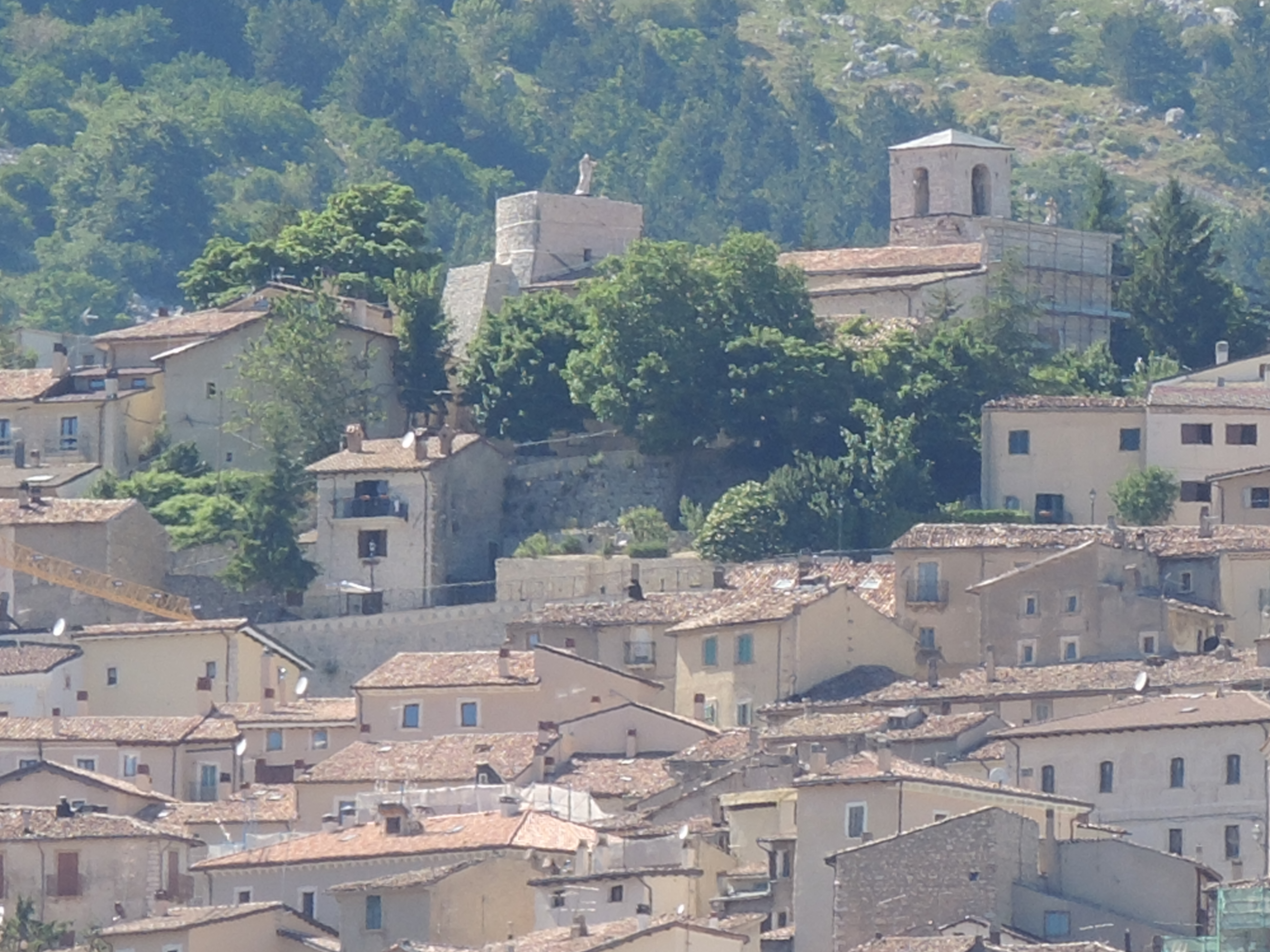
La Collegiata di San Pietro in cima al paese

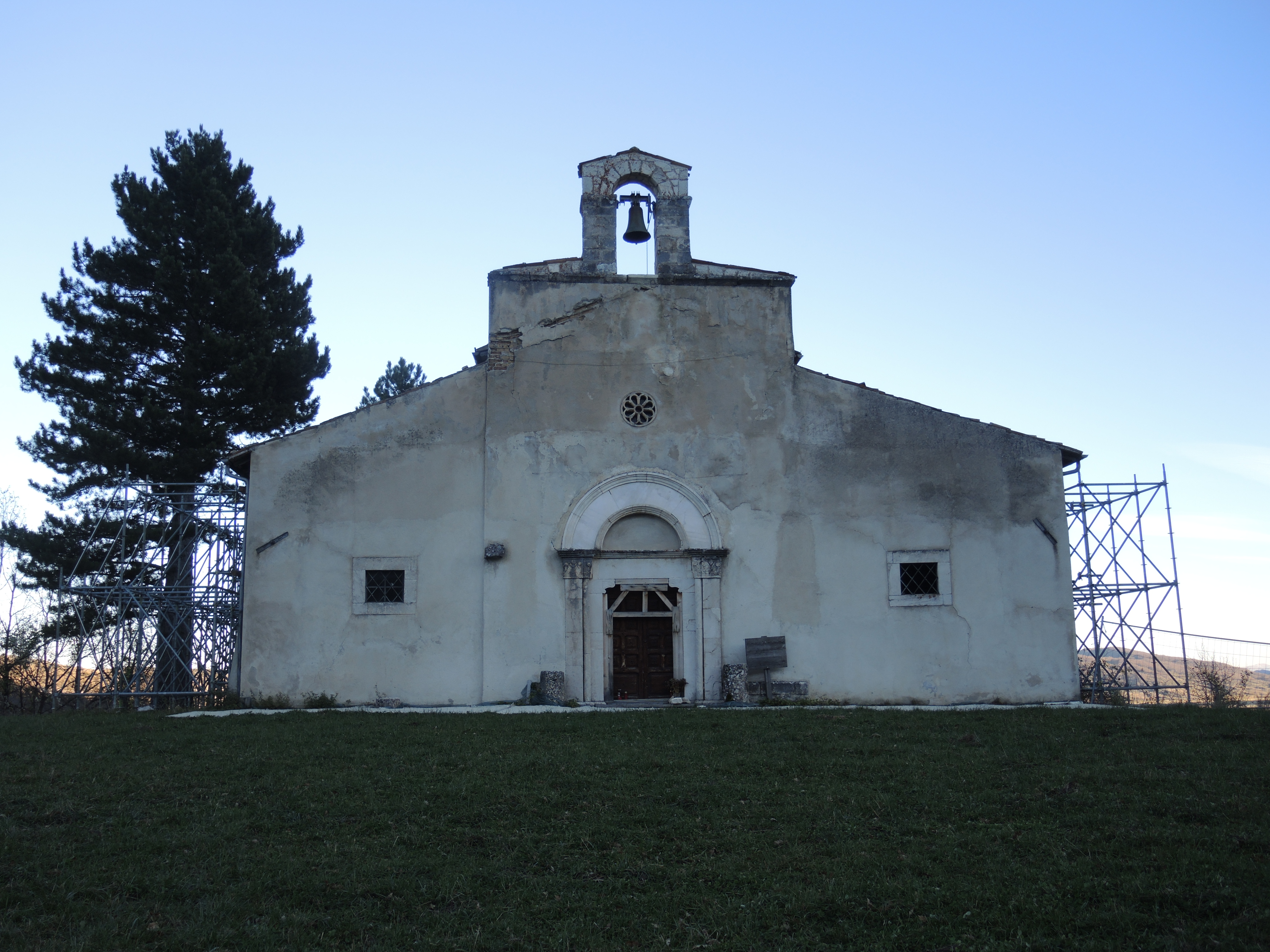
Abbazia di Santa Lucia

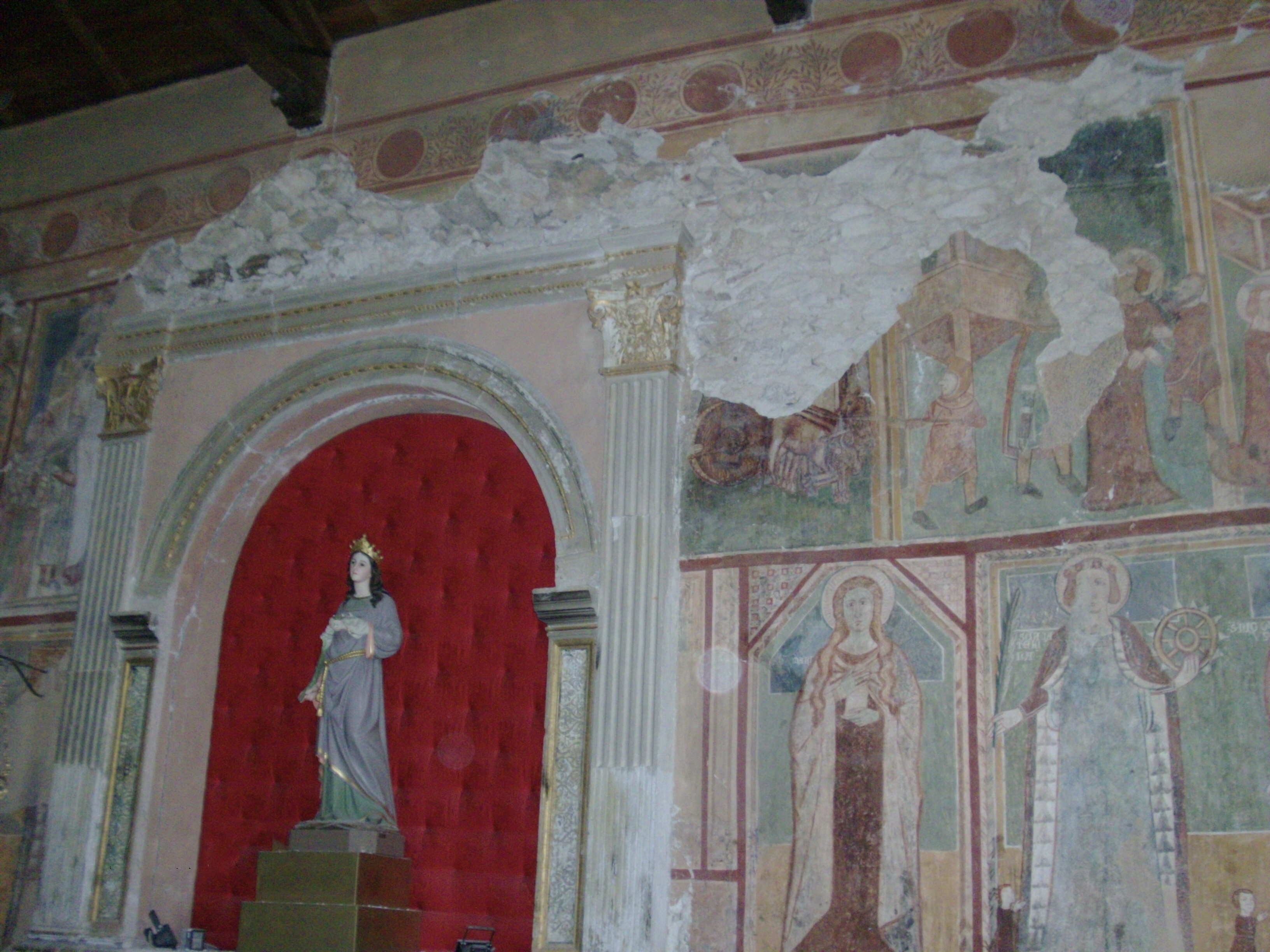
Gli effetti del sisma all'interno dell'abbazia di Santa Lucia

- Chiesa e Collegiata di San Pietro: si trova sul punto più alto del paese, accanto alla torre del castello. Risale al X secolo, ma oggi mostra più stili, mostrando restauri apportati nell'ampliamento del XIV secolo e nel XVIII, dopo il 1703. La chiesa ha pianta rettangolare con robusti contrafforti e una semplice facciata a capanna, con il semplice portale romanico sovrastato da una piccola finestra a ventaglio. Originalmente doveva avere tre navate, ridotte a una dopo il grande terremoto del 1703, dato che la pianta è irregolare, lasciando a sinistra una porzione della seconda navata, oggi usata come sacrestia. Presso l'abside semicircolare, la chiesa ingloba il torrione del castello a scarpa, originalmente dotato di cuspide quadrata, poi crollata negli anni '40, insieme al campanile, oggi ricostruito. L'interno ha nove altari, in stile sobrio, con verniciature in bianco di stile neoclassico e soffitto a capriate, con un prezioso affresco medievale rinvenuto il 13 luglio 1822, raffigurante la Madonna del Rosario. Sulla destra si trova anche un prezioso ambone romanico della scuola di maestro Nicodemo, in parte rimontato.
- Chiesa Madre o dell'Annunziata: si trova in centro, in piazza Duca degli Abruzzi. Risale al XVI secolo, dunque barocca, con pianta rettangolare a tre navate. La facciata è a scorrimento orizzontale, seguendo lo stile delle chiese romaniche aquilane, con suddivisione in paraste. La monotonia è spezzata da un portale barocco a timpano interrotto, affiancato da due finestre a vela e un finestrone superiore centrale. L'interno custodisce un fonte battesimale del 1569 e una statua in legno di Santa Lucia, del '400.
- Abbazia di Santa Lucia. Si tratta della chiesa storica più importante di Rocca, al livello artistico. Si trova appena fuori dal paese, eretta nell'XI secolo. Fino al 1703 aveva vissuto un florido periodo, come dimostrano anche i ricchi affreschi voluti dalle ricche famiglie che dominavano il borgo. Dopo il terremoto gran parte del monastero andò distrutto e la chiesa divenne un semplice tempio campestre, fino alla "riscoperta" culturale nel XX secolo. Il terremoto del 2009 ha lesionato parte del fianco a destra e alcuni affreschi interni. La chiesa attuale si presenta nel restauro avvenuto dopo il 1703, con una facciata a capanna con tardo portale romanico del XV secolo, e una piccola finestra circolare. Il campanile centrale a vela è del Novecento. La pianta conserva ancora la caratteristica originale della chiesa fortezza a pianta basilicale,  a tre navate, con leggeri contrafforti laterali, e con i bracci sporgenti del transetto. La particolarità della chiesa non sta tanto nell'interno leggermente barocco, come l'altare dove è conservata la statua della santa, ma il ricco ciclo di affreschi trecenteschi che decorano le pareti, simili a quelli presenti a Bominaco (San Pellegrino) e a nella chiesa di Santa Maria ad Cryptas di Fossa. Nella prima fascia ci sono le scene dell'Ultima Cena, con Cristo all'estrema sinistra mentre benedice il pane. A destra del riquadro vi sono la Vergine col Bambino e Santa Lucia, che assistono all'evento in compagnia di Celestino V in abiti da pontefice. Nella seconda fascia vi sono dieci riquadri che mostrano le scene di vita di Gesù tratte dal Vangelo. A coronamento c'è Gesù benedicente dentro una mandorla. Gli affreschi dell'abside mostrano vari santi (Eligio, Nicola da Tolentino, Pietro e Paolo), e infine nel secondo riquadro le scene di vita di Santa Lucia.

### Altri monumenti
- Fontana del Rognone: risale al 1881, composta da un alto muro di pietra con una lunga vasca per abbeveratoio. La vasca è sovrastata da una parete lavorata con due cannella con uno stemma centrale di decorazione, ossia quello del comune.

### Aree naturali e parchi

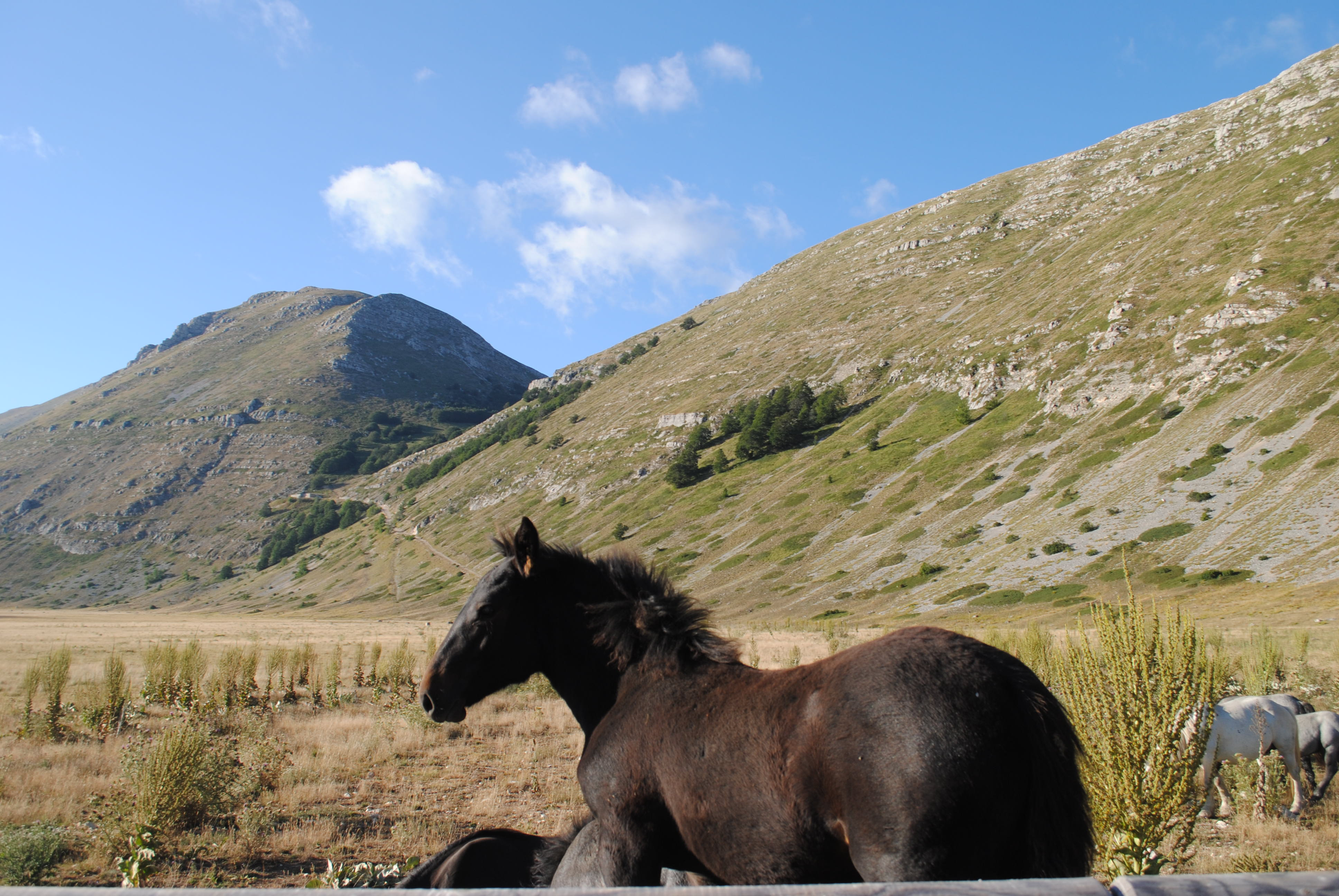
Cavalli al pascolo a Campo Felice

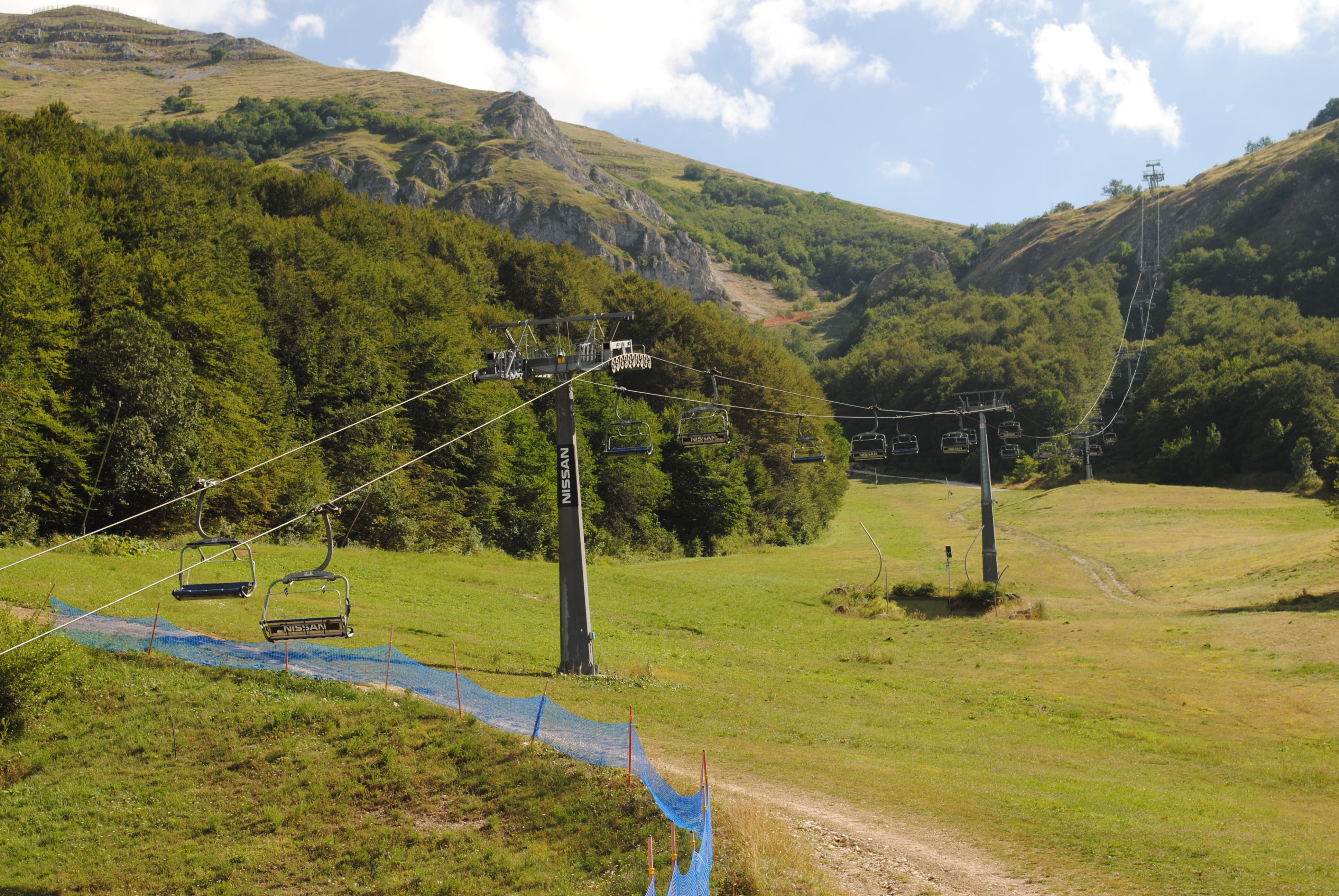
Seggiovia Brecciara

- Parco comunale con cavallo bronzeo (opera di Bruno Cassinari, dono al paese del Cavaliere del Lavoro Aldo Jacovitti, in commemorazione della morte del proprio padre Nicola, già commendatore della Repubblica Italiana).
- Parco regionale naturale del Sirente-Velino (Gruppo montuoso di Monte Ocre-Monte Cagno).
- Altopiano delle Rocche.
- Campo Felice (Monte Rotondo).

## Società

### Evoluzione demografica
Abitanti censiti

### Tradizioni e folclore
- La Sagra ijju Cerijje si rifà ad una precedente manifestazione caratterizzata dalla competizione di più "squadre" che si contendevano tra loro, il premio della giuria quale migliore realizzatrice dell'arrosto di pecora alla brace. La versione attuale, rilanciata nel 2000 dalla locale Associazione Pro-Loco, ha eliminato la competizione tra squadre e la manifestazione si è trasformata in una vera e propria "sagra paesana" che si svolge ogni anno, con data fissa, nei giorni 17, 18 e 19 agosto;
- Un altro piatto della cucina abruzzese e della tradizione locale, si può degustare durante la Polentata paesana che normalmente è in programma nei giorni 3 e 4 gennaio, al coperto, sotto un grande tendone eretto nei pressi del Palazzo Comunale;
- Il 3 maggio è usanza locale festeggiare "Santa Croce": con un'escursione lungo le pendici di monte Cagno, si raggiunge una "croce in metallo", sita a quota 1780 m s.l.m.;
- La Santa Patrona di Rocca di Cambio è santa Lucia che si festeggia, oltre al 13 dicembre in versione ridotta a causa dei rigori invernali, l'ultima domenica di giugno;
- Il 13 luglio viene celebrata la scoperta miracolosa del dipinto della Madonna del Rosario, avvenuta secondo le cronache del tempo, il 13 luglio 1822. La rievocazione si svolge con solenni festeggiamenti e relativa processione, dalla Chiesa Madre verso la Collegiata di San Pietro, chiesa presso la quale si trova il dipinto;
- Da alcuni anni infine, la prima domenica di settembre si festeggia la Madonna della Neve in onore della Vergine Immacolata la cui statua, collocata a circa 1900 m su monte Rotondo, per volere del cavaliere del lavoro Aldo Jacovitti, viene raggiunta dai fedeli o con un'agevole passeggiata in mezzo ai boschi o tramite gli impianti di risalita che vengono aperti al pubblico per l'occasione.

## Economia
Il comune vive principalmente di turismo, estivo ed invernale, grazie anche alla presenza della stazione sciistica di Campo Felice, con presenza di discrete strutture ricettive; una parte degli abitanti lavora nel campo dell'agricoltura (foraggio e legumi) e dell'allevamento (bovini, equini, suini ed ovini) grazie anche alla presenza dell'altopiano limitrofo; la restante parte lavora nel campo industriale e dei servizi grazie alla vicinanza a L'Aquila.

## Cultura

Una scena del film Il ritorno di don Camillo

### Cinema
A Rocca di Cambio fu girata la prima parte del film Il ritorno di don Camillo, nel quale il paese si chiama Montenara. In ricordo dell'episodio, nel 2007 è stata posta una targa commemorativa sulla scalinata che conduce alla Collegiata di San Pietro, uno dei luoghi principali delle riprese. La targa è stata inaugurata dal sindaco di Rocca di Cambio e dal vicesindaco di Brescello — set "naturale" di tutti i film di Don Camillo — in segno dell'amicizia tra i due paesi.

## Infrastrutture e trasporti
Il comune è raggiungibile da due diversi bivi collocati lungo la Vestina Sarentina in prossimità della parte settentrionale dell'Altopiano delle Rocche.

## Amministrazione
| Periodo        | Periodo        | Primo cittadino      | Partito                                                                                        | Carica  | Note          |
| -------------- | -------------- | -------------------- | ---------------------------------------------------------------------------------------------- | ------- | ------------- |
| 23 aprile 1995 | 12 giugno 1999 | Marco Sulpizio       | Lista civica, Partito Democratico della Sinistra                                               | Sindaco | [ 12 ]        |
| 13 giugno 1999 | 30 marzo 2010  | Antonio Pace         | Lista civica                                                                                   | Sindaco | [ 13 ] [ 14 ] |
| 30 marzo 2010  | in carica      | Gennarino Di Stefano | Lista civica Esperienza entusiasmo (2010-2015) Lista civica Noi per Rocca di Cambio (dal 2015) | Sindaco | [ 15 ] [ 16 ] |

### Gemellaggi
- Saas-Fee

## Sport
È stata cinque volte arrivo di tappa del Giro d'Italia:
| Edizione | Tappa | Percorso                                          | km  | Vincitore di tappa      |
| -------- | ----- | ------------------------------------------------- | --- | ----------------------- |
| 1965     | 3ª    | L'Aquila > Rocca di Cambio                        | 199 | Luciano Galbo           |
| 1966     | 7ª    | Roma > Rocca di Cambio                            | 158 | Rudi Altig              |
| 1968     | 20ª   | Roma > Rocca di Cambio                            | 215 | Luis Pedro Santamarina  |
| 2012     | 7ª    | Recanati > Rocca di Cambio                        | 205 | Paolo Tiralongo         |
| 2021     | 9ª    | Castel di Sangro > Campo Felice (Rocca di Cambio) | 158 | Egan Arley Bernal Gómez |